# Одесский национальный университет имени И. И. Мечникова
Оде́сский национа́льный университе́т (ОНУ) имени И. И. Ме́чникова (укр. Одеський національний університет імені І. І. Мечникова) — одно из старейших заведений высшего образования Украины, известный классический университет, расположенный в Одессе. Имеет IV (высший) уровень аккредитации. Основан в 1865 году как Императорский Новороссийский университет, один из двенадцати университетов Российской империи.

## История

### 1865—1920 годы
Ещё в 1856 году создать университет в Одесском учебном округе предлагал его попечитель Н. И. Пирогов. Его поддерживал Новороссийский генерал-губернатор А. Г. Строганов.
Спустя некоторое время министр внутренних дел П. А. Валуев выступил с предложением о создании университета в Николаеве, а одесский Ришельевский лицей преобразовать в Высшее техническое или сельскохозяйственное учебное заведение. Строганову и Пирогову удалось отстоять своё мнение. Летом 1861 года императору Александру II, который проезжал через Одессу, была представлена просьба об открытии здесь университета. Царь прислушался к просьбе, но разрешение о создании на базе Ришельевского лицея университета было дано лишь 10 (22) июня 1862 года. Между официальным разрешением и его реализацией прошло ещё три года; 1 (13) мая 1865 года попечителем округа А. А. Арцимовичем был торжественно открыт Императорский Новороссийский университет. Первый учебный год начался 7 (19) сентября 1865 года. Первым ректором стал бывший профессор механики Императорского Харьковского университета Иван Дмитриевич Соколов (1812—1873).
Новороссийский университет открылся в составе трёх факультетов: историко-филологического, физико-математического и юридического (наиболее многочисленного); на историко-филологическом был открыт 1 курс, на двух других ряд студентов были приняты на 2-й курс. Кроме 174 студентов занятия посещали 58 вольнослушателей. Первый выпуск состоялся в 1868 году; один из выпускников, Семён Ярошенко был удостоен золотой медали.

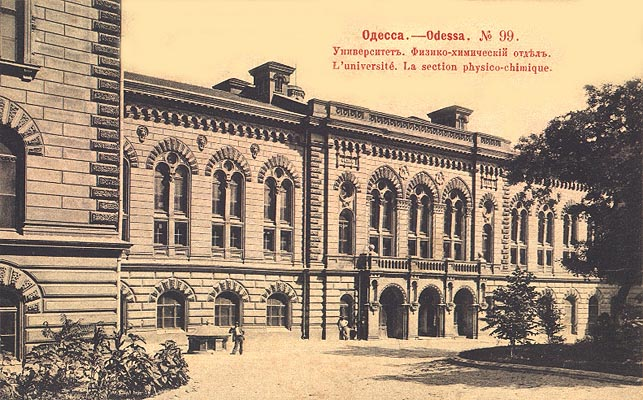
Здание физического и химического факультетов Одесского университета, начало XX века

В 1900 году был основан четвёртый факультет — медицинский.
Практически с первого десятилетия существования Новороссийский университет стал флагманом науки и высшего образования, играл значительную роль в общественной жизни города и региона. Значительное место в учебной работе университета занимали учебно-вспомогательные учреждения. К 1897 году это были:
- преподавательская библиотека и студенческая библиотека, учрежденная Н. И. Пироговым и заключающая около 15 тысяч томов;
- Палеонтологический музей;
- Зоологический музей;
- Астрономическая обсерватория;
- Ботанический сад;
- Гидробиологическая станция;
- Музей изящных искусств

Лаборатории и кабинеты::
- Историко-филологический кабинет (с 1887 года).
- Мюнцкабинет;.
- Кабинет практической механики.
- Физический кабинет, Кабинет физической географии.
- Метеорологическая обсерватория (директор А. В. Клоссовский, издающий «Летопись» обсерватории).
- Химическая лаборатория.
- Технический кабинет с лабораторией.
- Агрономический кабинет с лабораторией.
- Минералогический кабинет.
- Геологический и палеонтологический кабинет.
- Ботанический кабинет.
- Зоологический кабинет с лабораторией.
- Физиологический кабинет.

Активно действовали учёные общества при университете:
- Новороссийское общество естествоиспытателей (с 1870 года; его орган, «Записки», издавались с 1872 года), при нём — математическое отделение (с 1876 года ;также издавал свои «Записки»);
- Юридическое общество (1879—1884);
- Историко-филологическое общество при университете (с 1889 года; издававшее «Летописи» общества);
- Одесское библиографическое общество

Члены учёных обществ университета принимали участие в организации и проведении отечественных и зарубежных научных съездов. В Новороссийском университете состоялись ученые съезді: естествоиспытателей (1883) и археологический (1884) и другие (статистический, сельскохозяйственный и проч.).
В это время авторитет университета определяли учёные, которые впоследствии стали «золотым достоянием» мировой науки: будущий лауреат Нобелевской премии микробиолог И. И. Мечников, математик А. М. Ляпунов, физик Ф. Н. Шведов, физиолог И. М. Сеченов, офтальмолог В. П. Филатов, историк Ф. И. Успенский, славист В. И. Григорович, профессор-фонетист, основатель первого в Малороссии кабинета экспериментальной фонетики А. И. Томсон.
Печатным органом университета біли «Записки Императорского Новороссийского Университета».
С 1872 года университет выдавал премии И. Ю. Вучины.
До 1917 года Новороссийский университет окончило около 6 тыс. чел.
История высшего образования на юге Украины неразрывно связана с деятельностью университета. На базе его факультетов были созданы Одесский медицинский институт, Одесский институт народного хозяйства.
В 1920 году университет был расформирован.

### С 1933 года
В 1933 году на базе Одесского физико-химико-математического института и группы биологического отделения Одесского института профессионального образования был восстановлен под названием: Одесский государственный университет.
Единственный среди университетов Украины, который функционировал во время Великой Отечественной войны, находясь в эвакуации. Альтернативный Одесский университет функционировал на оккупированной румынами территории с 1942 г., его ректором был хирург П. Г. Часовников.
В 1945 году университету присвоено имя Нобелевского лауреата И. И. Мечникова.
За выдающиеся заслуги в подготовке специалистов в 1965 году Одесский университет был награждён орденом Трудового Красного Знамени, а в 1978 году включён в перечень ведущих университетов СССР.
В 2000 году ему был предоставлен статус национального. 18 мая 2003 года Одесский национальный университет одним из первых на Украине подписал Болонскую декларацию. В университете ныне обучается около 17 тыс. студентов, работают более 1300 преподавателей, из которых более 200 докторов наук, профессоров. Открыты более 40 новых специальностей, около 100 новых кафедр и центров. Созданы учебные подразделения в городах Одесской, Николаевской и Херсонской областей.
В 1991 году университет получил приглашение в Европейскую ассоциацию университетов (EUA,), а в 1995 году −- во Всемирную ассоциацию университетов (IAU) при ЮНЕСКО. Коллектив ОНУ принял активное участие в деятельности таких всемирно известных международных организаций, как Немецкая служба академических обменов (DAAD), фонды Фулбрайта и Маски (США), в программах ЮНЕСКО, Европейского союза TEMPUS (TAСIS), INTAS, правительства США (CRDF), в совместных программах с посольствами Великобритании, США, Италии, ФРГ, Франции и др.
Университет обучает специалистов по 20 направлениям и более чем 40 специальностям. В системе университета действуют одиннадцать факультетов, полсотни научных институтов, научно-исследовательских подразделений, проблемных и отраслевых лабораторий.
13 мая 2015 года Одесский национальный университет имени И. И. Мечникова торжественно отметил 150-летие со дня основания.

## Ректоры
Ректоры Новороссийского университета
- 1865—1869 Соколов Иван Дмитриевич
- 1869—1872, 1872—1877 Леонтович Фёдор Иванович
- 1877—1881 Головкинский Николай Алексеевич
- 1881—1890 Ярошенко Семён Петрович
- 1890—1895 Некрасов Иван Степанович
- 1895—1903 Шведов Фёдор Никифорович
- 1903—1905 Деревицкий Алексей Николаевич
- 1905—1907, 1917—1918 Занчевский Иван Михайлович
- 1907 Петриашвили Василий Моисеевич (и. о. ректора)
- 1907—1912 Левашов Сергей Васильевич
- 1913—1917 Кишенский Дмитрий Павлович
- 1917 Доброклонский Александр Павлович
- 1918—1919, 1919—1920 Билимович Антон Дмитриевич
- 1920 Солнцев Сергей Иванович

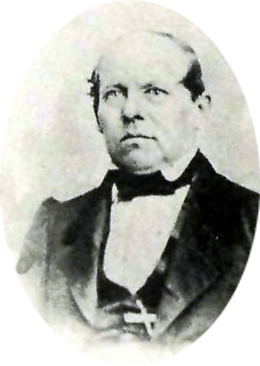
Иван Дмитриевич Соколов
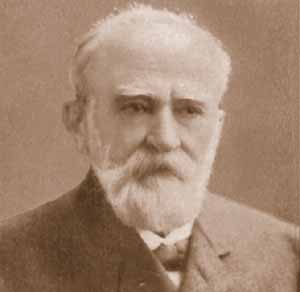
Фёдор Иванович Леонтович
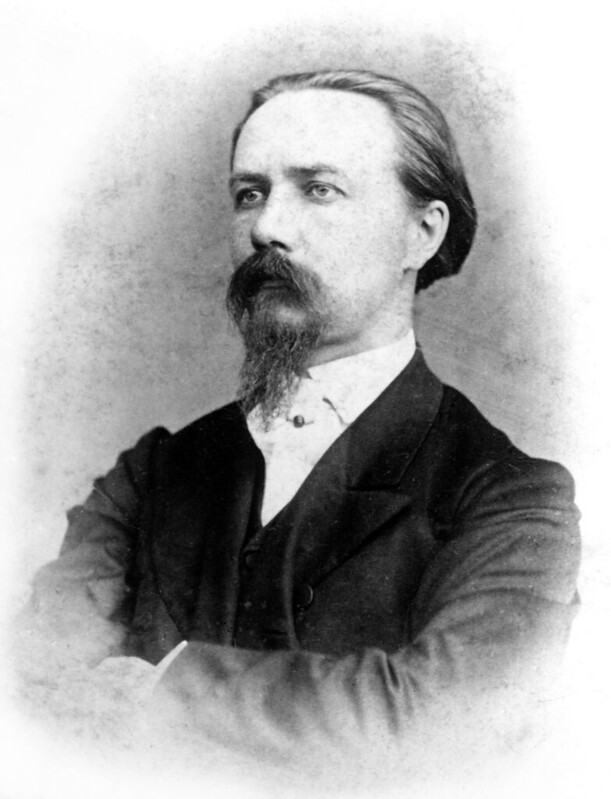
Николай Алексеевич Головкинский
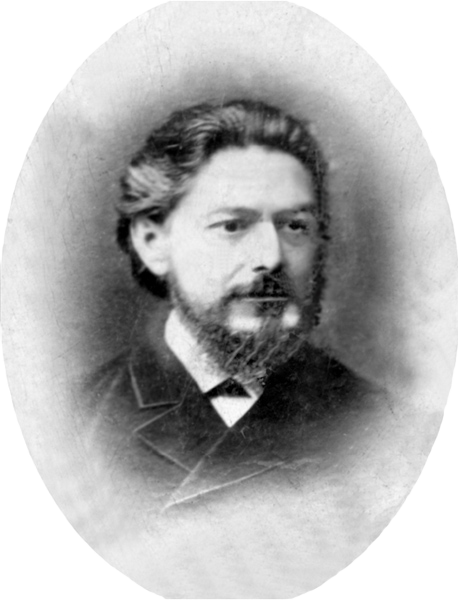
Семён Петрович Ярошенко
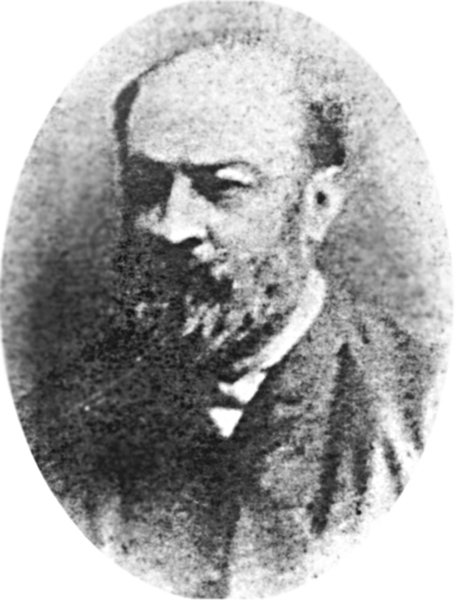
Иван Степанович Некрасов
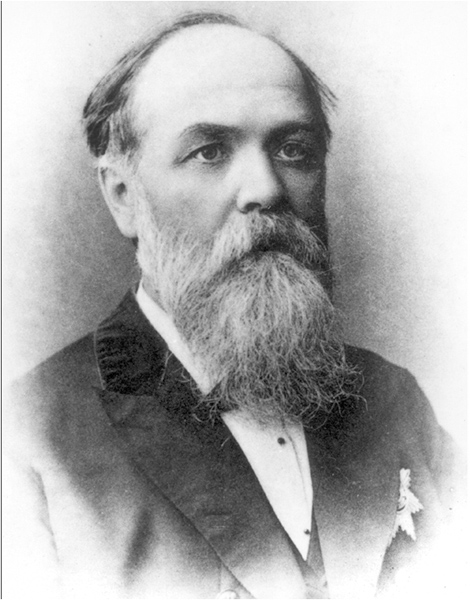
Фёдор Никифорович Шведов
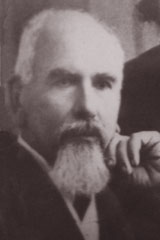
Алексей Николаевич Деревицкий
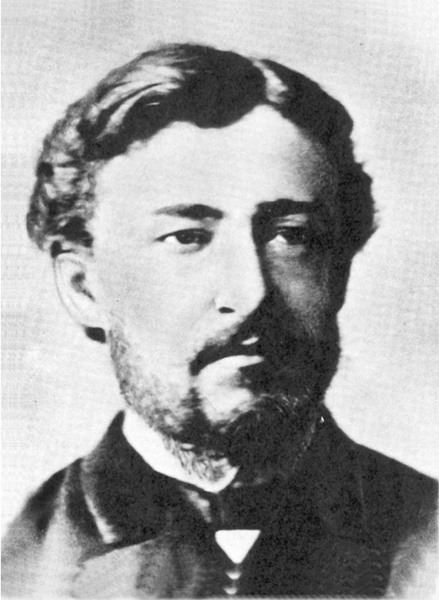
Иван Михайлович Занчевский
Василий Моисеевич Петриашвили
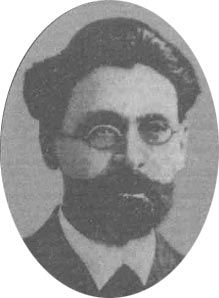
Сергей Васильевич Левашов

Ректоры Одесского института народного образования, куда вошли некоторые структуры университета (период реорганизации высшего образования).
- 1920—1923 Волков Роман Михайлович
- 1923—1925 Самулевич Павел Александрович
- 1925—1926 Хаит Израиль Абрамович
- 1926 Елин Владимир Леонтьевич (Борух Израилевич)
- 1926—1930 Внуков Тихон Митрофанович
- 1930 Клочко Арсений Парфентьевич

Ректоры Одесского государственного университета
- 1933 Фарбер Матвей Харитонович[7].
- 1933—1936 Шмидт Исай Павлович
- 1936—1937 Вайнштейн Моисей Соломонович[8].
- Декабрь 1937— март 1938 Савчук Николай Афанасьевич (и.о. ректора)
- Март 1938  — август 1939 Пекарский Ф. Ф.
- Сентябрь 1939—  август 1948 Савчук Николай Афанасьевич (1941—1944 — в эвакуации)

Ректор Universitatea din Odesa (период румынской оккупации)
- 1941—1944 Часовников Павел Георгиевич

Ректоры Одесского государственного университета имени И. И. Мечникова
- 1949—1953 Иванченко Прокофий Леонтьевич
- 1953—1959 Лебедев Сергей Иванович
- 1960—1969 Юрженко Александр Иванович
- 1970—1975 Богатский Алексей Всеволодович
- 1975—1987 Сердюк Виктор Васильевич
- 1987—1995 Зелинский Игор Петрович

Ректоры Одесского национального университета имени И. И. Мечникова
- 1995—2010 Смынтына Валентин Андреевич
- 2010—2021 Коваль Игор Николаевич
- С 17.02.2021 —  Труба Вячеслав Иванович[9]

## Структура

### Факультеты
- Биологический факультет
- Геолого-географический факультет
- Экономико-правовой факультет
- Факультет истории и философии

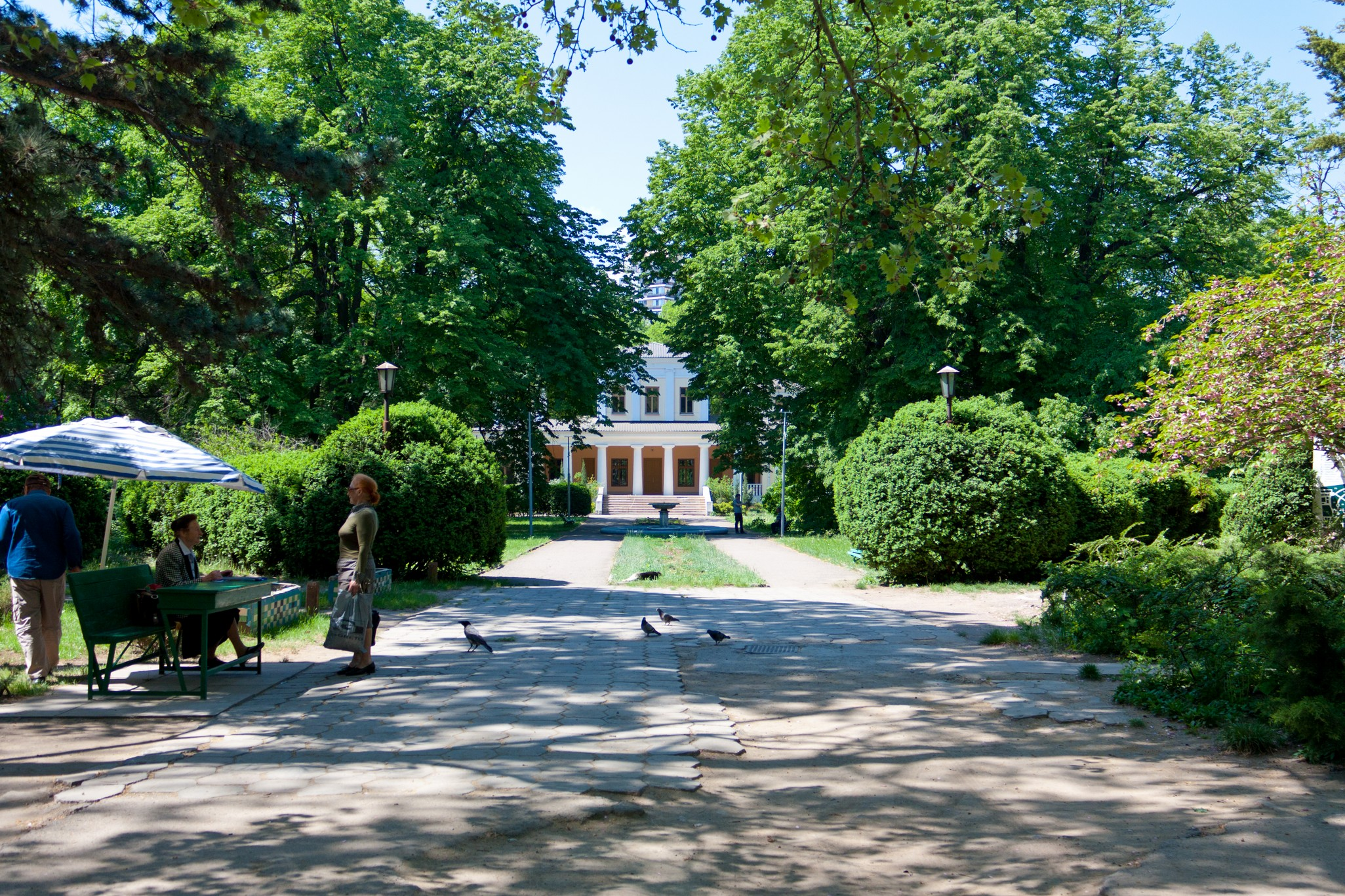
Ботанический сад

- Факультет журналистики, рекламы и издательского дела
- Факультет математики, физики и информационных технологий
- Факультет международных отношений, политологии и социологии
- Факультет психологии и социальной работы
- Факультет романо-германской филологии
- Филологический факультет
- Факультет химии и фармации

### Другие учебные подразделения
- Колледж экономики и социальной работы
- Отделение довузовской подготовки

### Научные исследования

#### Научно-исследовательские институты

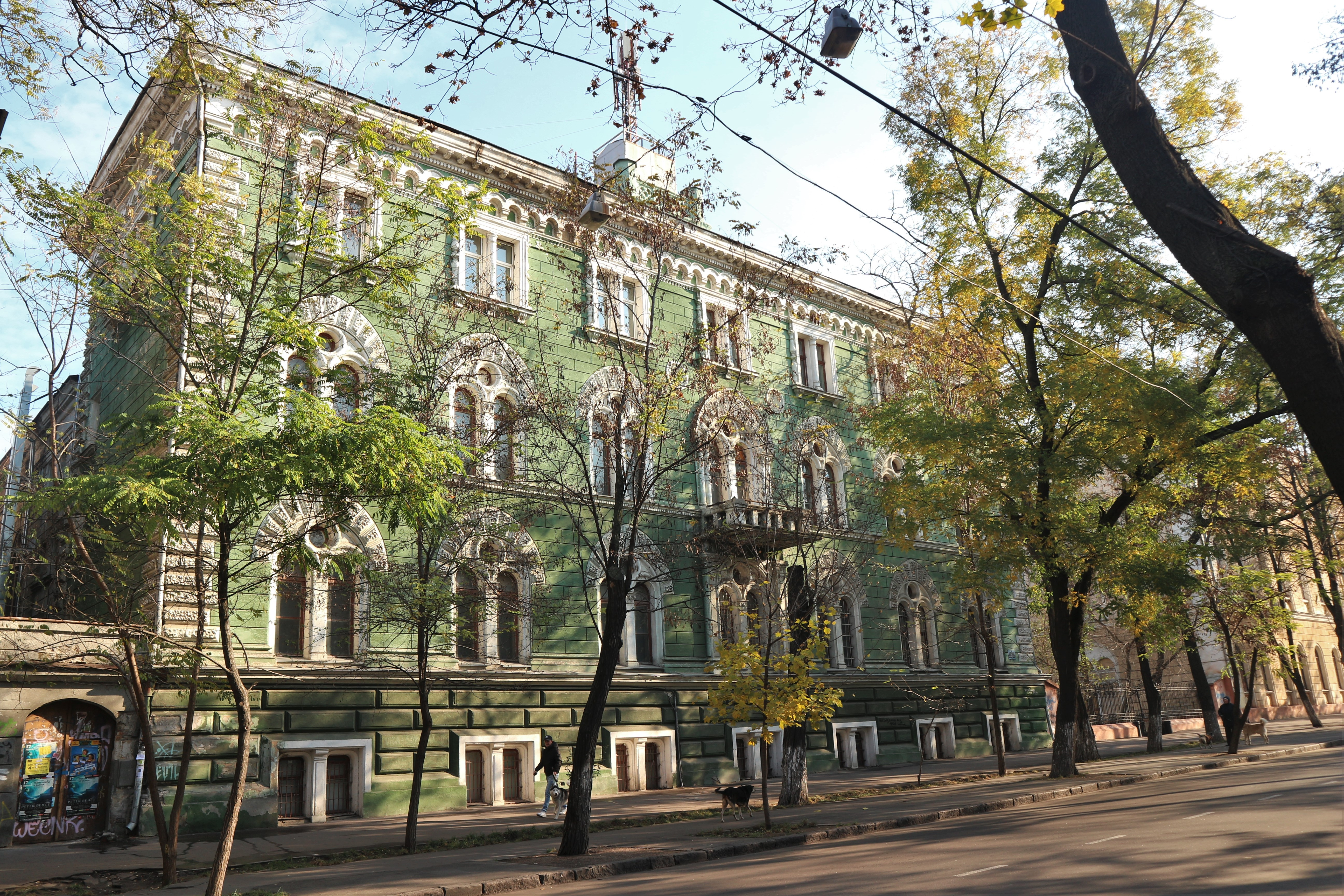
Научно-исследовательский институт физики

- Астрономическая обсерватория
Направления научной деятельности — исследование физики и эволюции постоянных, физических переменных и тесных двойных звёзд, метеорного, кометного и межзвёздного вещества; космология; фотометрия искусственных спутников и пылевой составляющей атмосферы, астрономическое приборостроение. Директор — доктор физико-математических наук, профессор Андриевский Сергей Михайлович.
- Научно-исследовательский институт физики
Направления научной деятельности — создание основ фототехнологий; теоретическое и экспериментальное изучение светочувствительных и фотохромных материалов; электроника полупроводников. Директор — доктор физ.-мат. наук, профессор Тюрин Александр Валентинович
- Институт горения и нетрадиционных технологий
Направления научной деятельности — проблемы энергетики, конверсии, нетрадиционных технологий и экологии; фундаментальные проблемы горения и взрыва. Директор института- доктор физико-математических наук, профессор Золотко Андрей Никонович.

#### Научно-исследовательские лаборатории
- Проблемная научно-исследовательская лаборатория инженерной геологии побережья моря, водохранилищ и горных склонов, ПНИЛ-1
Направления научной и производственной деятельности — разработка теоретических основ и методов прогнозирования инженерно-геологических процессов побережья моря, водохранилищ и шельфов; оценка эффективности берегозащитных мероприятий.
- Проблемная научно-исследовательская лаборатория топливных элементов, ПНИЛ-2
Направления научной и производственной деятельности — химические источники энергии; электрохимические преобразователи энергии; электрохимическая экология.
- Проблемная научно-исследовательская лаборатория физики аэродисперсных систем, ПНИЛ-3
Направления научной и производственной деятельности — высокотемпературные аэрозоли; физика аэродисперсных систем.
- Проблемная научно-исследовательская лаборатория географии почв и охраны почвенного покрова Чернозёмной зоны, ПНИЛ-4
Направления научной и производственной деятельности — комплексное изучение динамики процессов почвообразования, которые обусловлены орошением и дренажем.
- Проблемная научно-исследовательская лаборатория синтеза медицинских препаратов, ПНИЛ-5
Направления научной и производственной деятельности — разработка научных основ направленного синтеза новых органических веществ.
- Отраслевая научно-исследовательская лаборатория морской геологии и геохимии, ОНИЛ
Направления научной и производственной деятельности — Морская геология; морская геоэкология; физико-химические методы исследования донных осадков и твёрдых полезных ископаемых.
- Научно-исследовательская лаборатория некристалических систем электроники
Направления научной и производственной деятельности — Оптические свойства некристаллических систем; люминесцентные свойства быстрых систем.
- Научно-исследовательская лаборатория теоретической и молекулярной физики, НИЛ-14
Направления научной и производственной деятельности — теоретическое исследование микронеоднородных сред, чрезвычайно вязких жидкостей с водородными связями растворов.
- Научно-исследовательская лаборатория физики и химии низкотемпературной плазмы
Направления научной и производственной деятельности — физика продуктов горения; спектральные и зондовые исследования пламени; процессы коагуляции и роста конденсированной фазы в пламени.
- Научно-исследовательская лаборатория датчиков и регистрирующих систем
Направления научной и производственной деятельности — разработка датчиков для модернизации существующей техники и создание перспективных технологий.
- Научно-исследовательская лаборатория электронных, ионных и молекулярных процессов в полупроводниках
Направления научной и производственной деятельности — фотоэлектронная; электронно-ионные и молекулярные процессы в полупроводниках; люминесценция.

#### Центры
- Учебно-научно-производственный центр
Направления научной и производственной деятельности — информатика; вычислительная техника; твердотельная электроника; сенсорика
- Региональный межведомственный центр интегрированного мониторинга и экологических исследований
Направления научной и производственной деятельности — охрана окружающей природной среды; техногенно-экологическая безопасность; защита и сохранение природного и рекреационного потенциала Причерноморского побережья и Чёрного моря.
- Экспертный центр сенсорной электроники, надёжности и электронной техники
Направления научной и производственной деятельности — научно-техническое обеспечение безотказности изделий радиоэлектроники на основе анализа физики образования, развития и проявления дефектов, деградаций и отказов.
- Ильичёвский учебно-научный центр

### Научные подразделения университета

#### Ботанический сад
Один из старейших и известных на Украине научный центр сохранения многообразия мировой флоры, основанный в 1867 году. С 1928 по 1937 гг. Ботаническим садом руководил академик, экс-президент АН Украины — В. И. Липский. Ботсад имеет статус памятника природы и постановлением Кабинета Министров отнесён к природно-заповедному фонду Украины. Его фонды интродуцированых растений насчитывают 3840 видов, форм, сортов и гибридов.

#### Музеи
- Петрографо-минералогический музей — основанный в 1865 году, является национальным достоянием. Фонды музея составляют 12500 образцов с всего мира, среди которых уникальными по научной ценности является коллекция образцов рудных образований, в том числе железо — марганцевых конкреций, со дна Мирового океана. Самое ценное собрание музея — коллекция метеоритов, богатейшая на Украине и в Европе.
- Зоологический музей — основанный в начале XIX века, относится к наистарейшим музеям Украины. Научные коллекции насчитывают больше 50000 единиц сохранения и содержат уникальные собрания ещё XIX ст. к которым относятся: коллекция насекомых профессора-энтомолога Е. Е. Баллиона, которая собрана в минувшем столетии; антропологическая коллекция И. И. Мечникова; краниологическая коллекция млекопитающих Причерноморья и прочие. К уникальным экспонатам относится полный смонтированный скелет 27-метрового синего кита.
- Музей редкой книги Научной библиотеки — открыт в 1979 г. Редкие и ценные издания начали собираться ещё во времена Ришельевского лицея, предшественника университета в Одессе. В настоящее время в фонде Музея книги насчитывается более 116 тыс. единиц хранения, включая инкунабулы (книги II пол. XV в.), издания XVI-XVIII вв., редкие и ценные издания XIX-XX вв., книги из исторических именных коллекций государственных и общественных деятелей А. Г. Строганова, семьи Воронцовых, Н. К. Шильдера, известных учёных, деятельность которых связана с Одесским (Новороссийским) университетом — В. И. Григоровича, Б. А. Лупанова, А. Г. Готалова-Готлиба, Ф. Е. Петруня, театроведа М. В. Терещенко и др. Фонд Музея книги — часть национального достояния Украины.
- Палеонтологический музей — созданный на основе коллекции Ришельевского лицея, существует с 1873 года. Музей относится к 10 лучшим музеям мира, насчитывает более, чем 40 тысяч экспонатов. Многие коллекции являются эталонами при изучении фаун бывшего Причерноморья. Палеонтологический музей по составу ископаемых материалов не имеет аналогов на Украине, а значительное количество экспонатов являются уникальными. Национальным достоянием также является подземный палеонтологический заповедник в карстовых пещерах Одессы, который представляет собой уникальное захоронение в террасных отложениях более, чем 40 видов вымерших животных.

#### Научная библиотека
Научная библиотека — одна из самых больших и наистарейших научных библиотек Украины. Основанная в 1817 г., библиотека имеет фонд более 4.5 миллионов единиц хранения, среди которых уникальные старинные издания XV—XVIII столетий: 5 инкунабул, 27 палеотипов, напечатанных в первом столетии книгопечатанья (XV — XVI ст.) и около 9000 редчайших и ценных книг. К уникальным относится «Острожская библия», изданная в Остроге в 1581 году Иваном Фёдоровым и наистарейшая в библиотеке книга-инкунабула из геральдики Иоанна Андреа «Трактат о кореньях», изданная в Нюрнберге в 1476 г.

## Награды
- Орден Трудового Красного Знамени (1965)

## Рейтинги
- Консолидированный рейтинг вузов Украины — обобщённый рейтинг суммирует рейтинговые места вузов по версии «Топ-200 Украина», «Scopus» и «Webometics». В 2016 г. среди вузов Одессы ОНУ занял 1 место, среди классических университетов Украины — 4 место, в общем рейтинге вузов Украины — 7 место[10].
- Топ-200 Украина — деятельность вуза оценивается с помощью интегрированного индекса, который содержит три комплексные составляющие: индекс качества научно-педагогического потенциала, индекс качества обучения, индекс международного признания. В 2016 г. ОНУ занял 17 место[11].
- Webometrics Ranking of World Universities — ранжирует вузы согласно их присутствия в интернет-пространстве на основе анализа 4 критериев: PRESENCE (присутствие университета), IMPACT (влияние, цитирования страниц веб-сайтов), OPENNESS (открытость ресурсов), EXCELLENCE (качество, научный уровень публикаций). По состоянию на январь 2017 года ОНУ занимает 6 место среди вузов Украины и 2510 — в мире[12].
- Рейтинг университетов по Scopus базируется на библиометрических показателях вузов Украины в указанной базе данных. По состоянию на 2020 г. ОНУ занимает 5 место среди вузов Украины: количество публикаций = 2670, количество цитирований = 12091, h-индекс = 46[13].